# Distrito de Pemagatshel
El distrito de Pemagatshel es uno de los veinte distritos (dzongkhag) en que se divide Bután. Cubre un área de 1023 km². Albergaba una población de 37.141 personas en 1985 y de 23.700 en 2019. Su capital es Pemagatshel.

## Geografía

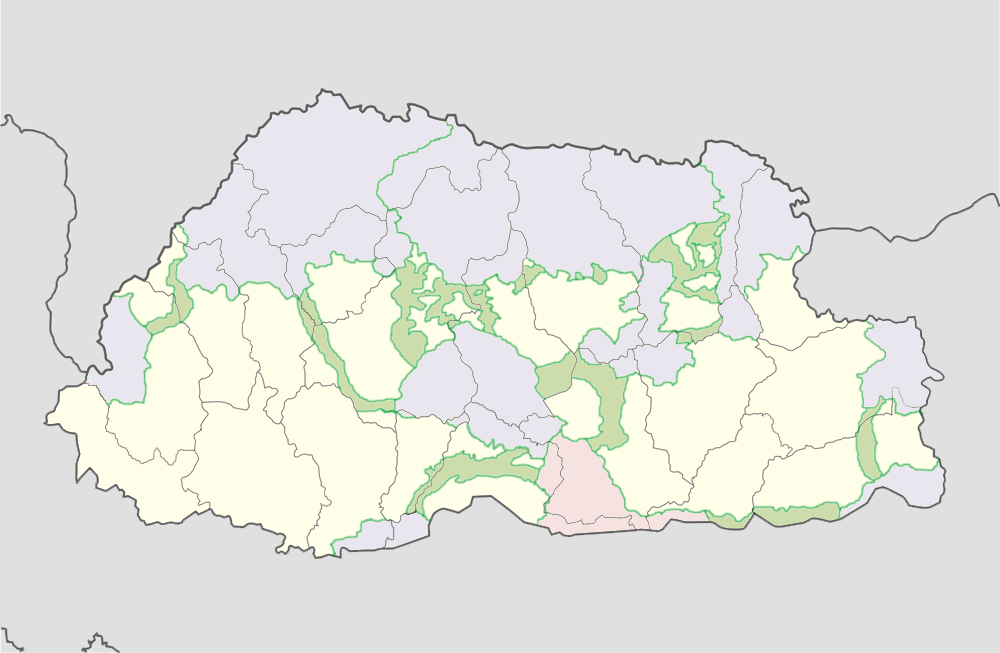
Ubicación del Parque nacional real del Manas

El distrito cuenta con una elevación de 1000 a 3500 metros sobre el nivel del mar y experimenta una precipitación anual promedio de 1500 mm a 3000 mm. Comparte frontera con el distrito de Trashigang en el norte y el noreste, Mongar en el norte y noroeste, Zhemgang en el oeste, Samdrup Jongkhar en el este y el estado indio de Assam en el sur. El 87,65% del área total está cubierta de bosques, que comprende principalmente especies de coníferas y latifoliadas. El clima del dzongkhag es cálido durante la estación húmeda y frío moderado durante la estación seca. Al suroeste de Pemagatshel (el gewog de Norbugang) contiene parte del Parque nacional real de Manas.

## Economía

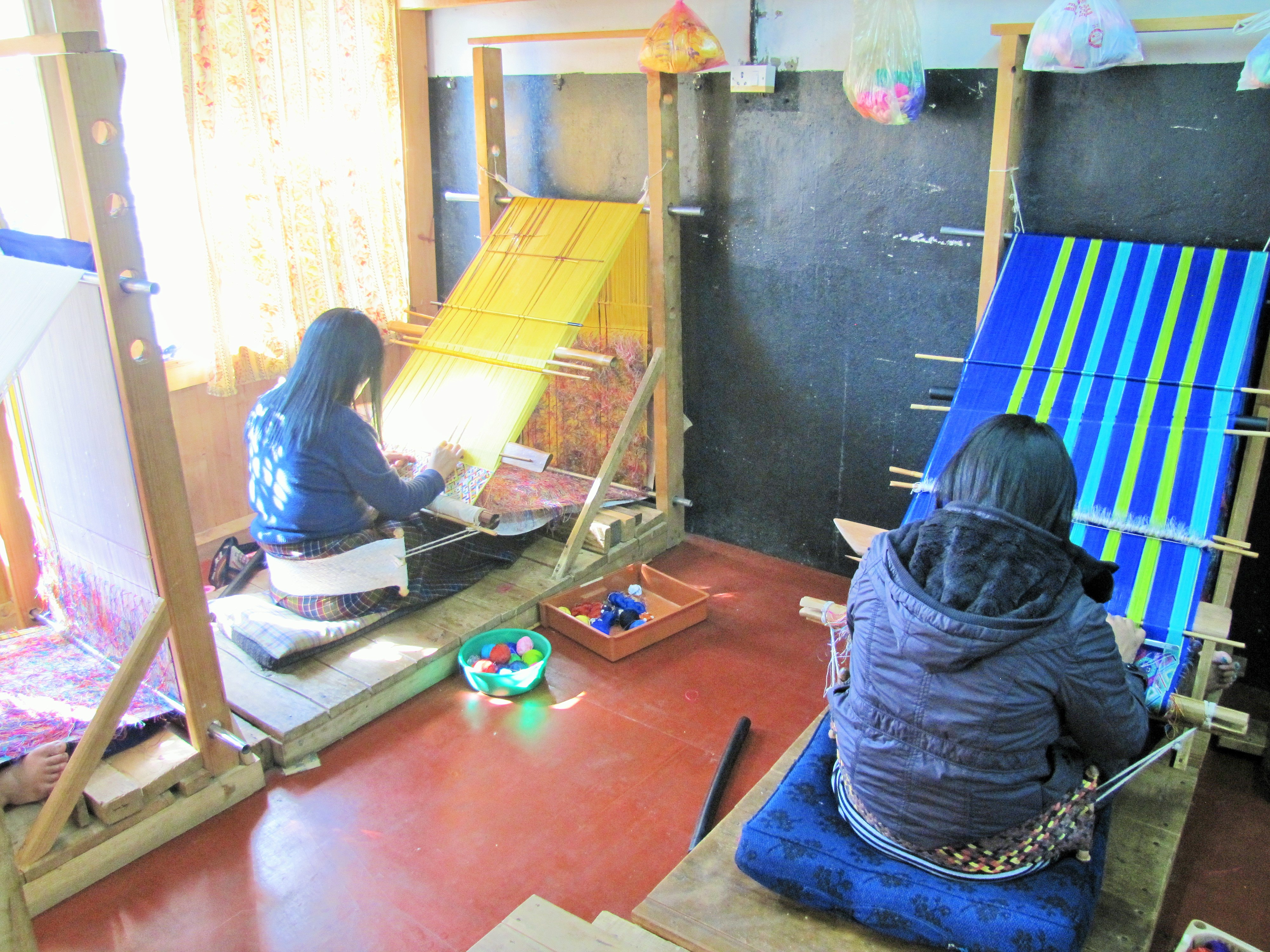
Tejedoras de Kira

La tierra que no está cubierta de bosques se usa para los cultivos. El alimento más cosechado en 2016 fue el maíz, con una producción de 4369 quilos en 996 hectáreas, seguido del arroz, con 3570 quilos en 744 hectáreas.
Pemagatshel es conocido por sus artesanos y tejedores. Los instrumentos religiosos como Jalings (instrumentos parecidos a oboe) y Dhungs (largas trompetas rituales) producidos aquí son vendidos en todo el país. Los tejedores del distrito producen finas Kiras (vestido tradicional usado por mujeres) de Bura (seda cruda). La región también es relevante por un dulce cocinado localmente conocido como Tsatsi Buram. Se elabora con la abundante caña de azúcar que crece en la comarca y es apreciado en todo Bután.

## Cultura
El dzongkhag cuenta con un dzong y unos 121 Lhakhangs. Uno de los santuarios más destacados de la región es Yongla Goemba. Es uno de los monasterios más antiguos y sagrados del este de Bhután. Uno de los hechos históricos más relevantes sobre el templo es que durante la Guerra de Duars, el Penlop de Trongsa (Señor Feudal) Jigme Namgyel, padre del Primer Rey Ugyen Wangchuck, lo utilizó como base de operaciones para lanzar incursiones contra las tropas británicas.

## Localidades
El distrito de Pemagatshel está dividido en once localidades (gewogs):
- Chhimung
- Choekhorling
- Chongshing Borang
- Dechenling
- Dungmaed
- Khar
- Nanong
- Norbugang
- Shumar
- Yurung
- Zobel